# Inkilning
Inkilning menar inom idrott  de aktiviteter som genomförs för att introducera nya medlemmar i ett lag, motsvarande nollning i utbildningsväsendet.
Massmedier har uppmärksammat enskilda fall där aktiviteterna urartat till förnedring, bland annat ett fall 2002 då fyra unga fotbollsspelare åtalades för att ha fört upp en galge i ändtarmen på ett nyförvärv.